# Declano de Ardmore
Declano de Ardmore, primer obispo de Ardmore, es un santo irlandés del siglo V. Su culto fue confirmado por el papa León XIII en 1902.

## Biografía
Declano es considerado el primer obispo de Ardmore, una antigua sede episcopal y un importante centro eclesiástico en el condado de Waterford.
Según las Atti legendarias, su misión en Irlanda es anterior a la llegada de Patricio, aunque históricamente poco fiable, estas leyes dan testimonio de la gran devoción que lo rodeaba en Ardmore, un importante lugar de peregrinación.

## Culto
Su culto como santo fue confirmado por el papa León XIII con un decreto del 19 de junio de 1902.
Su elogio se puede leer en el martirologio romano el 24 de julio.
- Datos: Q923854
- Multimedia: Saint Déaglán of Ardmore / Q923854